# Seconde génèse
 (mai 2018).
Le terme de seconde génèse, désigne, de façon assez vague, l'apparition hypothétique de formes de vie issus d'un évènement d'abiogenèse indépendant de celui dont est issue l'ensemble de la vie sur Terre, et ne descendant donc pas du dernier ancêtre commun universel.
Le terme peut être appliqué à trois catégories distinctes d'évènements : 
- L'apparition de vie sur un corps céleste autre que la Terre[1], domaine de l'exobiologie.
- La création par l'humanité d'une forme de vie artificielle ex nihilo (et non par modification d'organismes existants).
- Un deuxième évènement d'abiogenèse survenu sur Terre, avant ou après celui qui a abouti à l'ensemble des formes de vie connues[2].